# Giovanni no Shima
Giovanni no Shima (ジョバンニの島, Joban'ni no Shima) (A Ilha de Giovanni (título em Portugal) ) é um filme de anime japonês realizado por Mizuho Nishikubo e produzido pelos estúdios Production I.G e Japan Association of Music Enterprises (JAME). Foi lançado no Japão a 22 de fevereiro de 2014 e em Portugal a 19 de março de 2015 no Monstra Festival.

## Sinopse
O filme baseado em factos reais, conta a história dos dois irmãos, Junpei e Kanta, na ilha de Shikotan após ter sido anexada a Oblast de Sacalina pelo Exército Vermelho, na Segunda Guerra Mundial. Os habitantes da ilha, vivem em condições difíceis, mas a esperança renasce com os dois filhos, Junpei e Tanya.

## Elenco
- Masachika Ichimura como Tatsuo Senō
- Kaoru Yachigusa como Sawako
  - Yukie Nakama como Sawako (criança)
- Kanako Yanagihara como Micchan
- Yūsuke Santamaria como Hideo
- Tatsuya Nakadai como Junpei Senō
  - Kōta Yokoyama como Junpei Senō (criança)
- Junya Taniai como Kanta Senō
- Polina Ilyushenko como Tanya
- Saburō Kitajima como Genzō Senō
- Hiroshi Inuzuka como Chefe

## Festivais
- 17º Festival Internacional de Cinema Infantil de Nova Iorque (2014) / Competição oficial
- 21º Festival de Animação de Estugarda (2014) / Competição AniMovie
- 54º  Festival Internacional de Cinema para a Infância e Juventude de Zlín (2014) / Selecção oficial
- 38º Festival de cinema de animação de Annecy (2014) / Competição oficial
- 36º Festival Internacional de Cinema de Moscovo (2014) / Selecção oficial
- 18º Fantasia Festival (2014) / Selecção oficial
- 18º Festival Internacional de Cinema Fantástico de Bucheon (2014) / Selecção oficial
- 62º Festival Internacional de Cinema de Melbourne (2014) / Selecção oficial
- 22º Festival de Cinema Kinder de Tóquio (2014) / Competição oficial
- 4º Festival Internacional de Cinema de Sacalina (2014) / Filme de encerramento
- 13º Festival Internacional de Cinema "Nueva Mirada" para a Infância e Juventude (2014) / Competição oficial
- 46º Festival Internacional de Cinema Fantástico da Catalunha (2014) / Competição oficial

## Prémios
- Destaque do Júri, 38º Festival de cinema de animação de Annecy (2014)
- Prémio Satoshi Kon, 18º Fantasia Festival (2014)
- Prémio do Público, 18º Fantasia Festival (2014)
- Menção Especial do Júri, Festival Internacional de Cinema "Nueva Mirada" para a Infância e Juventude (2014)
- Prémio do Júri, 5º Scotland Loves Animation (2014)
- Prémio do Júri Infantil, 31º Festival Internacional de Cinema Infantil de Chicago (2014)
- Prémio do Júri Adulto, 31º Festival Internacional de Cinema Infantil de Chicago (2014)
- Prémio de Excelência, 18º Japan Media Arts Festival (2014)